# Orange Range
Orange Range ist eine 2001 gegründete japanische Band, die dem J-Rock und J-Pop zuzuordnen ist. Seit sie 2002 von Sony Music Entertainment Japan (SMEJ) unter Vertrag genommen wurde, ist sie eine der erfolgreichsten Bands dieses Labels.

## Diskografie

### Alben
| Jahr | Titel             | Höchstplatzierung, Gesamtwochen, AuszeichnungChartsChartplatzierungen (Jahr, Titel, Platzierungen, Wochen, Auszeichnungen, Anmerkungen) | Anmerkungen                                                            |
| Jahr | Titel             | JP | Anmerkungen                                                            |
| ---- | ----------------- | --- | ---------------------------------------------------------------------- |
| 2002 | Orange Ball       | JP50 (10 Wo.)JP | Erstveröffentlichung: 21. April 2002                                   |
| 2003 | 1st Contact       | JP2 ×3Dreifachplatin · (94 Wo.)JP | Erstveröffentlichung: 17. Dezember 2003 Verkäufe JP: + 690.282         |
| 2004 | musiQ             | JP1 ×2Doppeldiamant · (66 Wo.)JP | Erstveröffentlichung: 1. Dezember 2004 Verkäufe JP: + 2.630.763        |
| 2005 | Natural           | JP1 Diamant · (30 Wo.)JP | Erstveröffentlichung: 12. Oktober 2005 Verkäufe JP: + 919.650          |
| 2006 | Squeezed          | JP7 Gold · (13 Wo.)JP | Erstveröffentlichung: 12. April 2006 Verkäufe JP: + 70.190 Remixalbum  |
| 2006 | Orange Range      | JP2 Platin · (14 Wo.)JP | Erstveröffentlichung: 6. Dezember 2006 Verkäufe JP: + 347.832          |
| 2007 | Orange            | JP2 ×2Doppelplatin · (20 Wo.)JP | Erstveröffentlichung: 25. Juli 2007 Verkäufe JP: + 387.105 Kompilation |
| 2007 | Range             | JP1 ×2Doppelplatin · (22 Wo.)JP | Erstveröffentlichung: 25. Juli 2007 Verkäufe JP: + 408.665 Kompilation |
| 2008 | Panic Fancy       | JP1 Gold · (10 Wo.)JP | Erstveröffentlichung: 9. Juli 2008 Verkäufe JP: + 120.370              |
| 2008 | Ura Shopping      | JP7 (7 Wo.)JP | Erstveröffentlichung: 3. Dezember 2008                                 |
| 2009 | World World World | JP4 (6 Wo.)JP | Erstveröffentlichung: 5. August 2009 Verkäufe JP: + 42.539             |
| 2010 | All the Singles   | JP7 (8 Wo.)JP | Erstveröffentlichung: 14. Juli 2010 Verkäufe JP: + 29.677              |
| 2010 | Orcd              | JP9 (6 Wo.)JP | Erstveröffentlichung: 20. Oktober 2010 Verkäufe JP: + 16.023           |
| 2012 | Neo Pop Standard  | JP6 (5 Wo.)JP | Erstveröffentlichung: 18. April 2012                                   |
| 2013 | Spark             | JP18 (4 Wo.)JP | Erstveröffentlichung: 24. Juli 2013                                    |
| 2015 | Ten               | JP16 (3 Wo.)JP | Erstveröffentlichung: 26. August 2015                                  |
| 2016 | Enban             | JP12 (5 Wo.)JP | Erstveröffentlichung: 20. Juli 2016                                    |
| 2017 | Unity             | JP23 (3 Wo.)JP | Erstveröffentlichung: 1. November 2017 EP                              |
| 2018 | Eleven Piece      | JP20 (2 Wo.)JP | Erstveröffentlichung: 29. August 2018                                  |
| 2022 | Double Circle     | JP20 (2 Wo.)JP | Erstveröffentlichung: 14. September 2022                               |

### Singles
| Jahr | Titel Album                                                       | Höchstplatzierung, Gesamtwochen, AuszeichnungChartsChartplatzierungen (Jahr, Titel, Album, Platzierungen, Wochen, Auszeichnungen, Anmerkungen) | Anmerkungen |
| Jahr | Titel Album                                                       | JP | Anmerkungen |
| ---- | ----------------------------------------------------------------- | --- | --- |
| 2002 | Michishirube / Midnight Gauge (ミチシルベ / ミッドナイトゲージ) – | — | Erstveröffentlichung: 25. August 2002 |
| 2003 | Kirikirimai (キリキリマイ) –                                      | — | Erstveröffentlichung: 4. Juni 2003 Verkäufe JP: + 20.206 |
| 2003 | Shanghai Honey (上海ハニー) –                                     | JP5 Platin + Gold (Mobile Downloads) · (38 Wo.)JP                                                                                              | Erstveröffentlichung: 16. Juli 2003 · Verkäufe JP: + 240.831 · + JP: ×2Doppelplatin (Klingelton)                                                                     |
| 2003 | Viva Rock (ビバ★ロック) –                                         | JP3 Gold · (16 Wo.)JP | Erstveröffentlichung: 22. Oktober 2003 Verkäufe JP: + 163.483 |
| 2003 | Rakuyou (落陽) –                                                  | JP10 Gold · (12 Wo.)JP | Erstveröffentlichung: 27. November 2003 Verkäufe JP: + 46.779 |
| 2004 | Michishirube ~a road home~ (ミチシルベ ~a road home~) –           | JP1 Platin + Gold (Digital) · (25 Wo.)JP | Erstveröffentlichung: 25. Februar 2004 · + JP: ×2Doppelplatin (Klingelton)                                                                                           |
| 2004 | Loco lotion (ロコローション) –                                    | JP1 ×2Doppelplatin + Gold (Digital) · (30 Wo.)JP                                                                                               | Erstveröffentlichung: 9. Juni 2004 · + JP: Diamant (Klingelton) + JP: Gold (Streaming)                                                                               |
| 2004 | Chest (チェスト) –                                                | JP1 Gold · (6 Wo.)JP | Erstveröffentlichung: 25. August 2004 |
| 2004 | Flower (花) –                                                     | JP1 ×3Diamant + Dreifachplatin (Digital) · (52 Wo.)JP                                                                                          | Erstveröffentlichung: 20. Oktober 2004 · Verkäufe JP: + 999.789 · + JP: ×2Doppeldiamant (Klingelton) , + JP: Platin (Streaming)                                      |
| 2005 | * ~Asterisk~ (*~アスタリスク~) –                                  | JP1 ×2Doppelplatin + Platin (Mobile Downloads) · (22 Wo.)JP                                                                                    | Erstveröffentlichung: 23. Februar 2005 · + JP: Diamant (Klingelton)                                                                                                  |
| 2005 | Love Parade (ラヴ・パレード) –                                    | JP1 ×2Doppelplatin + Platin (Mobile Downloads) · (20 Wo.)JP                                                                                    | Erstveröffentlichung: 25. Mai 2005 · Verkäufe JP: + 447.393 · + JP: Diamant (Klingelton)                                                                             |
| 2005 | Onegai! Señorita (お願い！セニョリータ) –                         | JP1 ×2Doppelplatin + Platin (Digital) · (17 Wo.)JP                                                                                             | Erstveröffentlichung: 8. Juni 2005 · Verkäufe JP: + 417.464 · + JP: Diamant (Klingelton)                                                                             |
| 2005 | Kizuna (キズナ) –                                                 | JP1 ×2Doppelplatin + Platin (Mobile Downloads) · (17 Wo.)JP                                                                                    | Erstveröffentlichung: 24. August 2005 · + JP: Diamant (Klingelton)                                                                                                   |
| 2006 | Champione (チャンピオーネ) –                                      | JP1 Platin + Platin (Digital) · (19 Wo.)JP | Erstveröffentlichung: 10. Mai 2006 · Verkäufe JP: + 220.955 · + JP: ×2Doppelplatin (Klingelton)                                                                      |
| 2006 | Un Rock Star –                                                    | JP3 Gold · (7 Wo.)JP | Erstveröffentlichung: 30. August 2006 |
| 2006 | Sayonara –                                                        | JP3 ×2Gold + Doppelplatin (Klingelton) · (11 Wo.)JP                                                                                            | Erstveröffentlichung: 25. Oktober 2006 · Verkäufe JP: + 105.399 · + JP: Gold (Mobile Downloads)                                                                      |
| 2007 | Ika Summer (イカSummer) –                                         | JP3 Gold + Gold (Mobile Downloads) · (8 Wo.)JP                                                                                                 | Erstveröffentlichung: 25. April 2007 Verkäufe JP: + 50.487 |
| 2007 | Ikenai Taiyou (イケナイ太陽) –                                    | JP3 ×3Gold + Dreifachplatin (Digital) · (23 Wo.)JP                                                                                             | Erstveröffentlichung: 18. Juli 2007 · Verkäufe JP: + 162.087 · + JP: Diamant (Klingelton), + JP: ×2Doppelplatin (Klingelton Sabi Version) , + JP: Platin (Streaming) |
| 2008 | Kimi Station (君 Station) –                                       | JP2 Gold · (7 Wo.)JP | Erstveröffentlichung: 5. März 2008 Verkäufe JP: + 47.763 |
| 2008 | O2 –                                                              | JP3 Gold + Platin (Mobile Downloads) · (11 Wo.)JP                                                                                              | Erstveröffentlichung: 28. Mai 2008 Verkäufe JP: + 106.295 |
| 2008 | Oshare Banchou (おしゃれ番長) –                                   | JP5 Platin (Mobile Downloads) · (12 Wo.)JP | Erstveröffentlichung: 12. November 2008 feat. Soy Sauce |
| 2009 | Hitomi no Saki ni (瞳の先に) –                                    | JP6 (5 Wo.)JP | Erstveröffentlichung: 8. Juli 2009 Verkäufe JP: + 23.338 |
| 2013 | Obolona Ageha / Mo Shi Mo (オボロナアゲハ/もしも) –               | JP18 (2 Wo.)JP | Erstveröffentlichung: 17. April 2013 |
| 2022 | OKNW.ep (Melody / エバーグリーン / フイリソシンカ) –              | JP29 (1 Wo.)JP | Erstveröffentlichung: 23. Februar 2022 |

Weitere Lieder
- 2005: 以心電信 (JP: Platin (Mobile Downloads), JP: Diamant (Klingelton), JP: Gold (Streaming))
- 2006: Walk On (JP: Gold (Mobile Downloads))
- 2006: Dance2 (feat. Soy Sauce, JP: ×3Dreifachplatin (Klingelton) , JP: Gold (Mobile Downloads), JP: ×3Dreifachplatin (Klingelton サビ) )

### Videoalben
| Jahr | Titel | Höchstplatzierung, Gesamtwochen, AuszeichnungChartsChartplatzierungen (Jahr, Titel, Platzierungen, Wochen, Auszeichnungen, Anmerkungen) | Anmerkungen                              |
| Jahr | Titel | JP | Anmerkungen                              |
| ---- | --- | --- | ---------------------------------------- |
| 2004 | Videt la Contact (ヴィデオ・ラ・コンタクト)                                                                   | JP3 Gold · (61 Wo.)JP | Erstveröffentlichung: 28. Juli 2004      |
| 2005 | Video de Recital (ヴィデヲ・DE・リサイタル)                                                                   | JP2 Gold · (29 Wo.)JP | Erstveröffentlichung: 27. April 2005     |
| 2005 | Live MusiQ – from Live Tour 005 "MusiQ" at Makuhari Messe 2005.04.01                                          | JP1 Gold · (20 Wo.)JP | Erstveröffentlichung: 21. Dezember 2005  |
| 2006 | Live Natural – from Live Tour 005 "Natural" at Yokohama Arena 2005.12.13                                      | JP4 (15 Wo.)JP | Erstveröffentlichung: 20. September 2006 |
| 2007 | Orange Range Live Tour 006: Fantazical                                                                        | JP4 (7 Wo.)JP | Erstveröffentlichung: 5. Dezember 2007   |
| 2009 | Orange Range Live Tour 008: Panic Fancy                                                                       | JP7 (6 Wo.)JP | Erstveröffentlichung: 8. April 2009      |
| 2010 | Orange Range Carnival: Haru no Saiten Special                                                                 | JP7 (5 Wo.)JP | Erstveröffentlichung: 9. Juni 2010       |
| 2010 | Orange Range World World World Tour vs Nagoya Ell                                                             | JP11 (3 Wo.)JP | Erstveröffentlichung: 14. Juli 2010      |
| 2013 | Orange Range Live Tour 012: Neo Pop Standard                                                                  | — | Erstveröffentlichung: 24. Juli 2013      |
| 2017 | Orange Range Live Tour 016-017 ~Thanks for the 15th anniversary! 47 Prefectures DE Carnival~ at Japan Budokan | JP13 (3 Wo.)JP | Erstveröffentlichung: 12. Juli 2017      |
| 2019 | Live Tour 018-019 ~Eleven Piece~ at NHK Hall                                                                  | JP15 (2 Wo.)JP | Erstveröffentlichung: 20. November 2019  |
| 2021 | Live Tour 017-018 ~Unity~ at Nakano Sun Plaza Hall                                                            | JP20 (1 Wo.)JP | Erstveröffentlichung: 31. März 2021      |
| 2021 | Live Tour 019 ～What a DE! What a Land!~ at Orix Theater                                                      | JP19 (1 Wo.)JP | Erstveröffentlichung: 31. März 2021      |
| 2022 | 20th Anniversary Orange Range Live Tour 021 ~奇想天外摩訶訶wonder~ at Zepp Tokyo                              | — | Erstveröffentlichung: 23. Februar 2022   |
| 2024 | Live Tour 022-023 ～Double Circle～ vs. Live Tour 022-023 ～Double Circle～                                   | JP16 (1 Wo.)JP | Erstveröffentlichung: 14. Februar 2024   |

### Auszeichnungen für Musikverkäufe
Anmerkung: Auszeichnungen in Ländern aus den Charttabellen bzw. Chartboxen sind in ebendiesen zu finden.
| Land/RegionAuszeichnungen für Musikverkäufe (Land/Region, Auszeichnungen, Verkäufe, Quellen) | Gold       | Platin       | Diamant       | Verkäufe   | Quellen            |
| -------------------------------------------------------------------------------------------- | ---------- | ------------ | ------------- | ---------- | ------------------ |
| Japan (RIAJ)                                                                                 | 23× Gold23 | 53× Platin53 | 13× Diamant13 | 27.850.000 | riaj.or.jp JP2 JP3 |
| Insgesamt                                                                                    | 23× Gold23 | 53× Platin53 | 13× Diamant13 |            |                    |